# جایزه بزرگ هلند ۱۹۶۷
جایزه بزرگ هلند ۱۹۶۷ (انگلیسی: ‎1967 Dutch Grand Prix‎) یک مسابقهٔ موتوری در رشتهٔ اتومبیل‌رانی فرمول یک بود که در تاریخ ۴ ژوئن ۱۹۶۷ در پیست زاندفورت واقع در زاندفورت، هلند برگزار شد. این گراند پری در میان ۱۱ گراند پری در فصل ۱۹۶۷، مسابقهٔ شمارهٔ ۳ بود.
در این مسابقه که در ۹۰ دور و به مسافت ۳۸۲٫۶۸ کیلومتر (۲۳۷٫۷۸۶ مایل) برگزار شد، پول پوزیشن توسط گراهام هیل کسب شد و سریع‌ترین زمان برای طی یک دور پیست که برابر با ۱:۲۸٫۰۸ بود نیز توسط جیم کلارک به ثبت رسید.
جیم کلارک از تیم لوتوس-فورد، جک برابام از تیم برابام-رپکو و دنی هیولم از تیم برابام-رپکو به‌ترتیب مقام‌های اول تا سوم مسابقه را کسب کردند.

## رده‌بندی قهرمانی پس از مسابقه
|       | جایگاه | راننده       | امتیاز |
| ----- | ------ | ------------ | ------ |
|       | ۱      | دنی هیولم    | ۱۶     |
|       | ۲      | پدرو رودریگز | ۱۱     |
| ۱۰    | ۳      | جیم کلارک    | ۹      |
| ۵     | ۴      | جک برابام    | ۷      |
| ۱     | ۵      | کریس ایمون   | ۷      |
| منبع: |        |              |        |

|       | جایگاه | سازنده       | امتیاز |
| ----- | ------ | ------------ | ------ |
|       | ۱      | برابام-رپکو  | ۱۸     |
|       | ۲      | کوپر-مازراتی | ۱۱     |
| ۱۲    | ۳      | لوتوس-فورد   | ۹      |
| ۲     | ۴      | فراری        | ۷      |
| ۲     | ۵      | لوتوس-بی‌آرام | ۶      |
| منبع: |        |              |        |

یادداشت
- تنها پنج جایگاه نخست از هر رده‌بندی نمایش داده شده‌است.